# 東京みどり農業協同組合
東京みどり農業協同組合（とうきょうみどりのうぎょうきょうどうくみあい、略称JA東京みどり、東京みどり農協）は、東京都立川市に本店を置く農業協同組合。

## 沿革
- 1992年（平成4年）4月1日 - 立川市、昭島市、国立市、東大和市、武蔵村山市の5市の農協が合併して「東京みどり」が誕生。
- 2020年（令和2年）3月30日 - 本店を立川市幸町に移転。